# Michail Devjatjarov
Michail Talgatovitj Devjatjarov (ryska: Михаил Талгатович Девятьяров), född den 25 februari 1959, är en rysk tidigare längdåkare som tävlade för Sovjetunionen. Devjatjarov var aktiv mellan åren 1982 och 1992. 
Devjatjarov vann en tävling i världscupen på 15 kilometer. Mer framgångsrik var han i mästerskapssammanhang där han vid Olympiska vinterspelen 1988 i Calgary vann olympiskt guld på 15 kilometer. Vid samma mästerskap var han även med i det sovjetiska stafettlag som kom tvåa efter Sverige. 
Devjatjarov har även två medaljer från VM 1987 i Oberstdorf, dels silver i stafett och dels brons på 15 kilometer.
Devjatjarovs son, Michail Jr, tävlar numera i världscupen, och vann sitt första världscuplopp i mars 2007, en sprinttävling i Stockholm.